# Saint-Hilaire-le-Petit
Saint-Hilaire-le-Petit – miejscowość i gmina we Francji, w regionie Grand Est, w departamencie Marna.
Według danych na rok 1990 gminę zamieszkiwało 279 osób, a gęstość zaludnienia wynosiła 12 osób/km².